# Joker Game
Joker Game (ジョーカー・ゲーム?, Jōkā Gēmu) è una serie di romanzi di spionaggio giapponesi scritta da Kōji Yanagi. Un film live action ispirato alla serie è uscito il 31 gennaio 2015, mentre un adattamento manga di Subaru Nitō ha iniziato la serializzazione sul Comic Garden di Mag Garden il 5 febbraio 2016. Un adattamento anime, prodotto da Production I.G, è stato trasmesso in Giappone tra il 5 aprile e il 21 giugno 2016.

## Personaggi
Miyoshi (三好?)
Doppiato da: Hiro Shimono
Kaminaga (神永?)
Doppiato da: Ryōhei Kimura
Odagiri (小田切?)
Doppiato da: Yoshimasa Hosoya
Amari (甘利?)
Doppiato da: Toshiyuki Morikawa
Hatano (波多野?)
Doppiato da: Yūki Kaji
Jitsui (実井?)
Doppiato da: Jun Fukuyama
Tazaki (田崎?)
Doppiato da: Takahiro Sakurai
Fukumoto (福本?)
Doppiato da: Kazuya Nakai
Jirō Gamō (蒲生 次郎?, Gamō Jirō)
Doppiato da: Kenjirō Tsuda
Sakuma (佐久間?)
Doppiato da: Tomokazu Seki
Yūki (結城?)
Doppiato da: Ken'yū Horiuchi

## Media

### Light novel
La serie di romanzi è stata scritta e ideata da Kōji Yanagi. Il primo volume, Joker Game, è stato pubblicato da Kadokawa Shoten il 28 agosto 2008, seguito da Double Joker il 26 agosto 2009, Paradise Lost il 23 marzo 2012 e Last Waltz il 17 gennaio 2015.
| Nº | Titolo italiano (traduzione letterale) Giapponese 「Kanji」 - Rōmaji | Data di prima pubblicazione            | Data di prima pubblicazione |
| Nº | Titolo italiano (traduzione letterale) Giapponese 「Kanji」 - Rōmaji | Giapponese                             |                             |
| 1  | Joker Game 「ジョーカー・ゲーム」 - Jōkā Gēmu                        | 28 agosto 2008 ISBN 978-4-04-873851-4  |                             |
| 2  | Double Joker 「ダブル・ジョーカー」 - Daburu Jōkā                    | 26 agosto 2009 ISBN 978-4-04-873960-3  |                             |
| 3  | Paradise Lost 「パラダイス・ロスト」 - Paradaisu Rosuto              | 23 marzo 2012 ISBN 978-4-04-110138-4   |                             |
| 4  | Last Waltz 「ラスト・ワルツ」 - Rasuto Warutsu                       | 17 gennaio 2015 ISBN 978-4-04-102137-8 |                             |

### Manga
Un adattamento manga di Subaru Nitō è stato serializzato sulla rivista Comic Garden di Mag Garden dal 5 febbraio 2016 al febbraio 2018. Cinque volumi tankōbon sono stati pubblicati rispettivamente il 10 maggio 2016 e il 10 marzo 2018.
| Nº | Data di prima pubblicazione | Data di prima pubblicazione | Data di prima pubblicazione |
| Nº | Giapponese                  | Giapponese                  |                             |
| -- | --------------------------- | --------------------------- | --------------------------- |
| 1  | 10 maggio 2016              | ISBN 978-4-8000-0572-4      |                             |
| 2  | 8 ottobre 2016              | ISBN 978-4-8000-0621-9      |                             |
| 3  | 10 aprile 2017              | ISBN 978-4-80-000675-2      |                             |
| 4  | 10 ottobre 2017             | ISBN 978-4-80-000721-6      |                             |
| 5  | 10 marzo 2018               | ISBN 978-4-80-000751-3      |                             |

### Anime
L'adattamento anime è stato annunciato sulla rivista Newtype di Kadokawa il 10 agosto 2015. La serie televisiva di dodici episodi, prodotta da Production I.G e diretta da Kazuya Nomura, è andata in onda dal 5 aprile al 21 giugno 2016. Le sigle di apertura e chiusura sono rispettivamente Reason Triangle dei Quadrangle e Double dei Magic of Life. In Italia e nel resto del mondo, ad eccezione dell'Asia, gli episodi sono stati trasmessi in streaming, in contemporanea col Giappone, da Crunchyroll. Un episodio OAV è stato diviso in due parti e incluso nei due volumi BD/DVD della serie, pubblicati rispettivamente il 27 luglio e il 28 settembre 2016.

#### Episodi
| Nº              | Titolo italiano Giapponese 「Kanji」 - Rōmaji                                                                       | In onda           | In onda |
| Nº              | Titolo italiano Giapponese 「Kanji」 - Rōmaji                                                                       | Giapponese        |         |
| 1               | Joker Game (prima parte) 「ジョーカー・ゲーム（前編）」 - Jōkā Gēmu (zenpen)                                        | 5 aprile 2016     |         |
| 2               | Joker Game (seconda parte) 「ジョーカー・ゲーム（後編）」 - Jōkā Gēmu (kōhen)                                       | 12 aprile 2016    |         |
| 3               | Errori di valutazione 「誤算」 - Gosan                                                                              | 19 aprile 2016    |         |
| 4               | La città delle tentazioni 「魔都」 - Mato                                                                           | 26 aprile 2016    |         |
| 5               | Robinson 「ロビンソン」 - Robinson                                                                                  | 3 maggio 2016     |         |
| 6               | Asia Express 「アジア・エクスプレス」 - Ajia Ekusupuresu                                                            | 10 maggio 2016    |         |
| 7               | Nome in codice: Cerberus 「暗号名ケルベロス」 - Angō-mei Keruberosu                                                 | 17 maggio 2016    |         |
| 8               | Doppio Joker (prima parte) 「ダブル・ジョーカー（前編）」 - Daburu Jōkā (zenpen)                                    | 24 maggio 2016    |         |
| 9               | Doppio Joker (seconda parte) 「ダブル・ジョーカー（後編）」 - Daburu Jōkā (kōhen)                                   | 31 maggio 2016    |         |
| 10              | Inseguimento 「追跡」 - Tsuiseki                                                                                    | 7 giugno 2016     |         |
| 11              | La bara 「柩」 - Hitsugi                                                                                            | 14 giugno 2016    |         |
| 12              | XX (Double Cross) 「XX ダブル・クロス」 - XX Daburu Kurosu                                                          | 21 giugno 2016    |         |
| OAV (2 episodi) | |                   |         |
| 1               | 「黒猫ヨルの冒険（前編）」 - Kuroneko yoru no bōken (zenpen) – "L'avventura notturna del gatto nero (prima parte)"  | 27 luglio 2016    |         |
| 2               | 「黒猫ヨルの冒険（後編）」 - Kuroneko yoru no bōken (kōhen) – "L'avventura notturna del gatto nero (seconda parte)" | 28 settembre 2016 |         |